# Transhumància

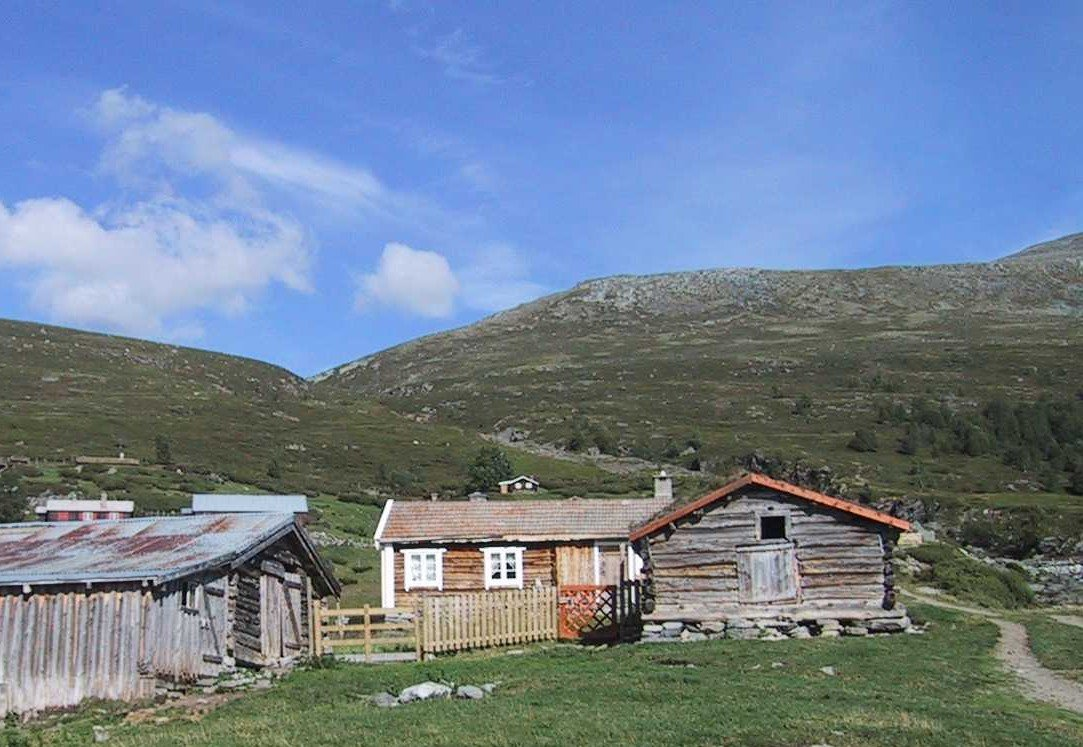
Pastures d'estiu a Gudbrandsdal, Noruega.

La transhumància és la migració estacional dels ramats a la recerca de les pastures allà on n'hi hagi segons l'època de l'any: pastures d'estiu o agostejadors (a muntanya) i pastures d'hivern (a la plana).

## Significat del terme transhumància
El terme se sol derivar del llatí trans "a través" i humus "Terra", referit al desplaçament estacional del bestiar a la recerca de pastures.
Una altra interpretació més moderna pren l'ús del foc en l'obtenció de pastures i ho deriva de l'arrel llatina fumo "fum". El bosc cremat (fumejant) apareix de forma explícita en el segle xiii en el Fur de Navarra, en el llibre sisè, títol I (de paztos), capítol VII s'assenyala que els guanyats poden passar "trasfumo" per aprofitar les herbes.

## Zones principals de pastures
La zona principal de pastures d'estiu és, sens dubte, el Pirineu axial, de la capçalera del riu Ritort a la Vall d'Aran.

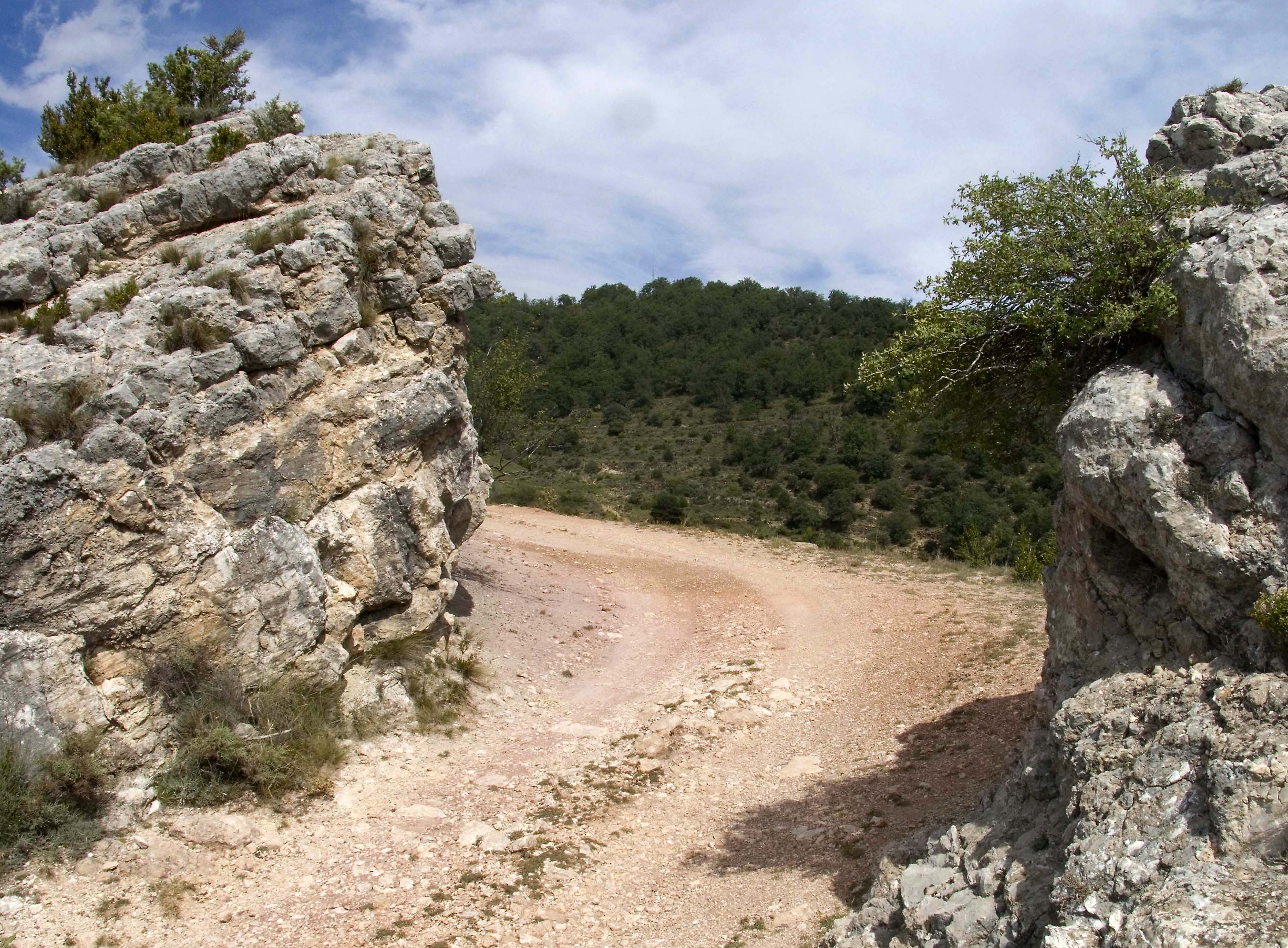
Portella de la cabanera reial, serra del Jordal, Rin de la Carrasca

A la franja de Ponent trobem aquesta activitat, tot i que cada vegada menys. De sud a nord, des d'Ontinyena i Montsó, cercant les pastures dels ports estivals, abans d'arribar al Turbó, els ramats pugen des de la Pobla de Roda a Rin de la Carrasca i per la Cabanera Reial de la Portella (un camí amb més de 32 pams d'amplària) arriben a Vilacarle. El seu destí final són els banys de Benasc, la Vall d'Estós, etc.
No obstant això, també existien pastures estivals fora dels Pirineus: petites zones com el Puigsacalm-Collsacabra, el Montseny, la serra de Montsant, en ple migjorn català, i els Ports de Beseit (porta de la important zona d'estivada de les muntanyes de Terol).
Les pastures d'hivern tradicionals eren:
- Depressió interior (el Segrià, l'Urgell i la Noguera), zona que enllaçava amb la Llitera ja en terres d'Aragó (les repercussions de la indústria ramadera que es derivava de la transhumància a Lleida arribaven, als segles xvi-xviii, a Barcelona, punts d'Aragó i del nord del País Valencià, i, fins i tot, a les terres meridionals occitanes).
- El Montsià i el Baix Ebre, que feia transhumància no pirinenca, cap als Ports de Beseit, el Maestrat i Gúdar (Terol).
- Depressió Prelitoral Catalana (el Penedès i el Vallès, sobretot, però també la Selva i el Maresme).
- L'Empordà i el Gironès.

## Vies pecuàries o carrerades
Són els camins que segueix el bestiar transhumant en els desplaçaments estacionals per aprofitar les pastures naturals. Les vies pecuàries o carrerades van reeixir en el passat als països amb clima mediterrani, quan la manca de pastures a l'estiu feia que els pastors portessin els ramats cap a les àrees muntanyoses de més altitud per aprofitar els prats d'aquelles contrades.
Les carrerades formen xarxes de camins de transhumància on hi ha unes vies principals i altres més locals o secundàries.
El descens important dels ramats d'ovelles i la tendència cap a l'estabulació ha portat a l'abandonament de moltes de les carrerades. Als Països Catalans encara se'n poden reconèixer un bon nombre, pràcticament en desús, que transcòrren des de la plana o el litoral cap als Pirineus.
Les vies pecuàries o carrerades tenen diferents noms en cada zona: camí ramader, cabanera o pas ramader al Principat, Catalunya del Nord i a la zona del Pirineu occidental; lligall o lligallo, a les terres de l’Ebre i nord del País Valencià; assegador, vereda i senda a la resta del País Valencià; a Mallorca camí de muntanya.

### Història
Sembla que els primers propietaris de bestiar de Catalunya foren els monestirs de Poblet, Sant Joan de les Abadesses, Ripoll, Sant Martí del Canigó i d'altres: fins que, amb el temps, els ramaders més importants passaren a ser les comunitats de valls o de municipis o bé els grans senyors.
Han estat importants als llocs on la ramaderia tenia més puixança que no pas l'agricultura i sobretot durant l'Edat mitjana, quan es constuïren organismes protectors i organitzacions com el Concejo de la Mesta castellana o la Casa de Ganaderos aragonesa.
L'estratègia transhumant necessitava una xarxa de camins per on el bestiar pogués transitar sense ocasionar ni patir problemes.
Dins d'aquesta xarxa de camins es poden trobar, també, pastures, abeuradors i llocs de descans (els amorriadors). Sia com sia, cal veure les vies pecuàries més aviat com una gran xarxa interconnectada que no pas com un camí amb un origen i una destinació determinades. Els camins ramaders són de domini públic, hui de les comunitats autònomes, pels quals el ramat té dret de pas.
Actualment, la transhumància ha estat substituïda molta part per una ramaderia en estabulació. Però segurament es faria molta més transhumància si els camins ramaders estiguessin nets i el dret de pas fos garantit, ja que aquestes vies són anteriors als camins reials, als camins de bast i a qualsevol de les carreteres que hi ha ara. Els camins ramaders són del ramat i cap persona, autoritat, carretera o ciutat no pot negar-hi el dret de pas.

### Característiques del traçat
A Catalunya, on l'agricultura sempre ha tingut un pes important, els camins ramaders acostumen a ser camins elevats, sovint de carena. S'eludeixen així les sinuositats dels barrancs; s'eviten conflictes amb els agricultors; i, sovint, en ser partions de municipis, els possibles perjudicis que pugui ocasionar el ramat queden més repartits. Quan el camí ramader discorre per la terra baixa acostuma a fer-ho per la zona interfluvial, lluny de les valls i els conreus.
Sovint el camí ramader és discontinu, perquè, en alguns trams, el ramat transhumant avança pel camí ral o el camí veïnal per prendre de nou, uns metres o uns quilòmetres més enllà, el veritable camí ramader. Les cabaneres anaven assenyalades, de tant en tant, per uns rocs llargs, plantats drets, anomenats fites. A cada terme comunal per on passaven hi havia una desviada, on podien descansar i dormir pastors i ramats.

### Els amorriadors (el dret de parada)
Al llarg del recorregut, hi ha diversos paradors o eixamplaments on els animals poden gitar-se i buscar l'ombra que ells mateixos projecten, amagant el cap dessota la panxa de l'ovella veïna. Altres noms d'aquests paradors són: "reaturada" (Berguedà i Ripollès), "remunta", "remuntada" o "estassada" (Cerdanya), "desviada" (Pallars), "acampador" (Urgell) o "atans" (Baix Ebre). Els mots "mosquera", "amoriador" o "amorriador" s'acostumen a emprar quan el parador disposa d'ombra d'arbres, matolls, penyes, etc.

## Intrusisme i abandonament: els principals problemes
Des de començaments del segle xx s'adverteix un declivi ràpid de la transhumància i un menor ús de les vies pecuàries. La pèrdua de la pràctica transhumant s'ha degut sovint més a dificultats d'organització i desenvolupament que a la pèrdua dels avantatges. La dificultat de trobar pastors i l'augment dels salaris també fan de la ramaderia transhumant una pràctica cada cop menys rendible.
Curiosament, per altra banda, la pèrdua de les vies pecuàries sol ésser en els trams intermedis, mentre que s'intensifiquen, sovint, els segments terminals de la xarxa de transhumància. Un exemple: la transhumància hivernal dels ramats cerdans cap a les terres baixes va ser molt afectada per la construcció del Canal d'Urgell i del reg de l'àrea que solien freqüentar. Un peix que es mossega la cua: el menor ús ha donat peu a un intrusisme, una major presència d'obstacles (especialment carreteres); s'han anat perdent els drets de pas i, finalment, la via cau en l'oblit.
La xarxa de camins ramaders segueix prestant un servei a la cabana ramadera que s'explota en règim extensiu, amb favorables repercussions per a l'aprofitament de recursos pastorables infrautilitzats i per a la preservació de races autòctones. Igualment, són autèntics corredors biològics essencials per a la migració, la distribució geogràfica i l'intercanvi genètic de moltes espècies silvestres. A més, atenent a una demanda social creixent, els camins ramaders poden esdevindre un instrument afavoridor del contacte dels humans amb la natura (turisme verd) i de l'ordenació de l'entorn mediambiental.
Hi ha una entitat, l'Associació d'Amics dels Camins Ramaders, que té per objectiu principal recollir la memòria d'aquests camins i el seu ús pecuari. Des de 1998, investiga la història, el traçat i la situació actual de les carrerades acompanyant els ramats i entrevistant la gent gran; vetlla per la protecció i la correcta senyalització d'aquests camins, i dona a conèixer aquest patrimoni.

### Empar legal
A Catalunya i a l'estat espanyol, els camins ramaders estan protegits i regulats per la llei 3/1995, de 23 de març, de vies pecuàries. La llei estableix que els camins ramaders són béns de domini públic de les Comunitats Autònomes, amb la finalitat de regular-ne l'ús, defensar la seva integritat i garantir-ne l'ús públic. Tot això per assegurar la conservació dels camins ramaders, dels elements ambientals o culturas valuosos relacionats amb aquests camins. Per a això es podran adoptar les mesures de protecció i restauració escaients.

## Patrimoni immaterial de la UNESCO
La transhumància d'Albània, Andorra, Àustria, Croàcia, França, Grècia, Itàlia, Luxemburg, Romania i Espanya és patrimoni immaterial de la humanitat. La primera inscripció del 2019 només incorporava Àustria, Itàlia i Grècia, però es va anar ampliant. Els darrers estats en ser incorporats a la inscripció de Transhumància, moviment estacional dels ramats, van ser Andorra, Espanya i França el desembre del 2023.